# Maison de la recherche

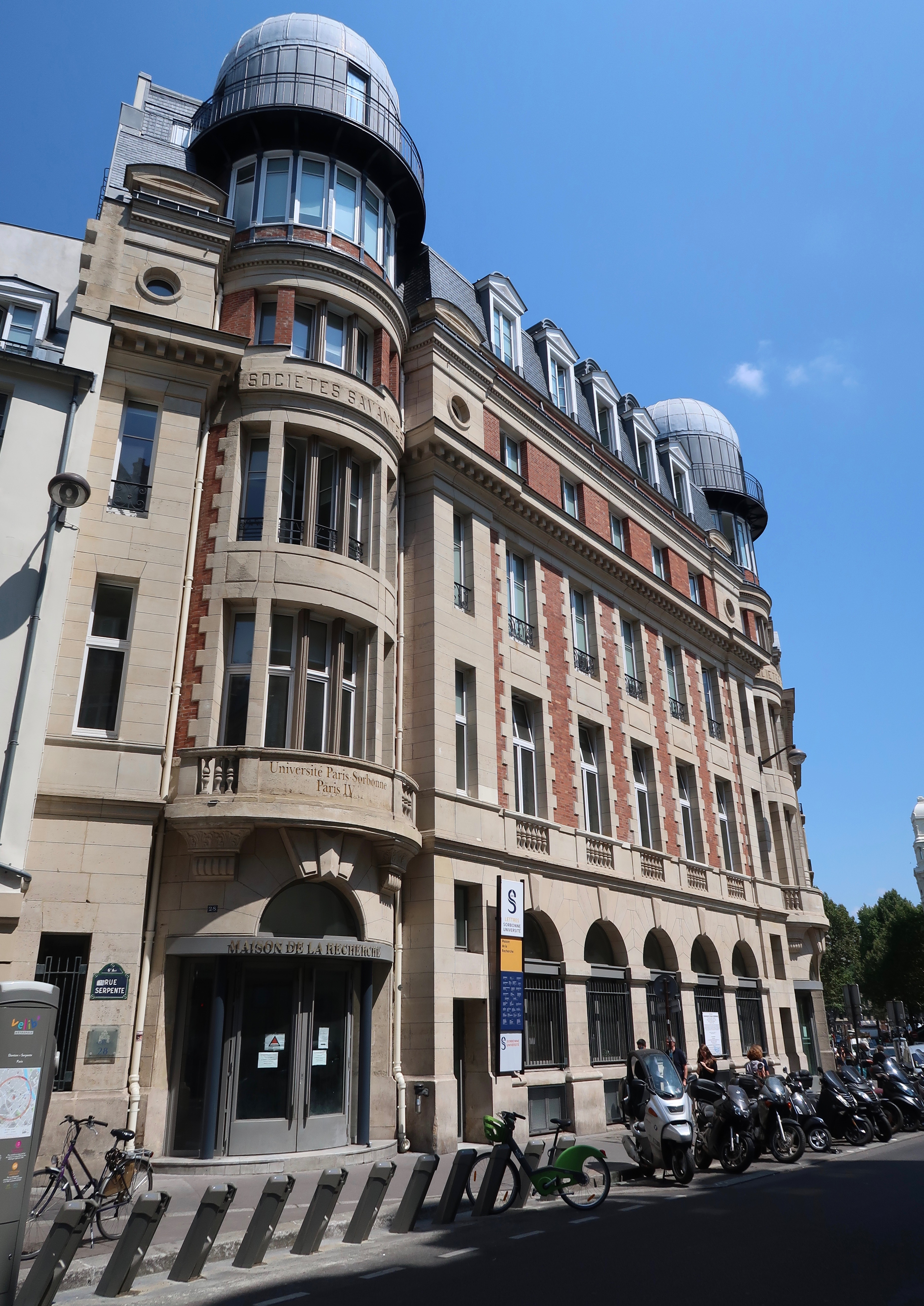
Hôtel des sociétés savantes (Paris)

La Maison de la recherche est une annexe des universités. Il en existe plusieurs en France, notamment à Paris :
- pour l'université Sorbonne-Nouvelle au 4 rue des Irlandais dans le 5e arrondissement de Paris ;
- pour la Faculté des lettres de Sorbonne Université, située au 28, rue Serpente, au croisement avec la rue Danton, dans le 6e arrondissement de Paris, dont le bâtiment a été ouvert en 2005. Il s'agit de l’ancien hôtel des sociétés savantes, construit en deux phases, en 1888-1890, puis 1899-1900, par Fernand Delmas, et acheté par l'université Paris-Sorbonne en 1985 ;
- pour l'Institut national des langues et civilisations orientales (Inalco) au siège historique (affecté à l'établissement depuis 1873) de l'École des langues orientales, installé dans l'ancien hôtel de Bernage[1], au 2 rue de Lille dans le 7e arrondissement de Paris, à l'intersection avec la rue des Saints-Pères.

## Sorbonne-Nouvelle (Paris-3)
La Maison de la recherche de la Sorbonne-Nouvelle regroupe notamment les unités de recherche et les écoles doctorales, les Presses Sorbonne Nouvelle, et accueille des expositions. 

## Sorbonne-Université (ex Paris-Sorbonne, Paris-4)
À la Maison de la recherche de Sorbonne-Université, sont regroupés, entre autres :
- La plupart des Écoles doctorales de la Faculté des lettres de Sorbonne Université (ex Paris-IV) : 
  1. Mondes anciens et médiévaux,
  2. Histoire moderne et contemporain,
  3. Littératures françaises et comparée,
  4. Civilisations, cultures, littératures et sociétés,
  5. Concepts et langages[3] ;
  6. une partie de l'École doctorale de géographie.
- Les Presses de Sorbonne Université (Sorbonne Université Presses).
- La bibliothèque Serpente, qui réunit les anciennes Bibliothèque André-Chastagnol et Bibliothèque des thèses.
- L’Institut des sciences humaines appliquées (ISHA).

## Institut national des langues et civilisations orientales (INALCO)
Rénové dans les années 2010 avec la participation de la Fondation Inalco-Langues O’ (d), le site historique de la Maison de la recherche de l'Inalco héberge la majorité des unités de recherche, la direction de la recherche et des études doctorales, les Presses de l'Inalco (d), l'auditorium Georges-Dumézil, des salles de conférences et des salons de réception et d'exposition, mais aussi l'ingénierie administrative et financière de la recherche et la mission des archives. En revanche l'ancienne bibliothèque de l'École des langues orientales, désormais partie intégrante de la BULAC, a quitté le 2/4 rue de Lille pour le Pôle des langues et civilisations, 65 rue des Grands-Moulins.